# Tadeusz Albin Kruszyński
Tadeusz Albin Kruszyński h. Pomian (ur. 1 marca 1884 w Dublanach, zm. 23 lipca 1959 w Zakopanem) – ksiądz, historyk sztuki, profesor UJ i Akademii Teologii Katolickiej w Warszawie.

## Życiorys
Był synem Stanisława zoologa, docenta Wyższej Szkoły Rolniczej w Dublanach, zapalonego taternika i znawcy flory tatrzańskiej oraz Eugenii ze Szczerbickich. W wieku 4 lat stracił ojca, opiekę nad nim objął wuj Władysław Lubomęski, dyrektor Wyższej Szkoły Rolniczej w Dublanach, powołany następnie na katedrę w Studium Rolniczym UJ. Z nim przenosi się Tadeusz do Krakowa i w latach 1895–1903 uczęszcza do III Gimnazjum. Po maturze odbył studia na Wydziale Teologicznym UJ. W latach 1907–1910 był wikariuszem w Bolechowicach, a od 1910 do wybuchu I wojny światowej był wikariuszem w Wieliczce, gdzie uczył w szkole realnej oraz ludowej był kapelanem Drużyn Sokolich.i wydał pierwsze swe książki. W 1911 otrzymał roczny urlop, który spędził w Rzymie, studiując historię sztuki i archeologię na Uniwersytecie Sapienza. W 1912 uzyskał na Wydziale Teologicznym UJ stopień doktora. Wybuch wojny zastał go na Ukrainie. W latach 1915–1918 uczęszczał na wykłady z historii sztuki bizantyńskiej i cerkiewnej oraz archeologii Słowian na uniwersytecie w Charkowie i pracował w tamtejszej bibliotece. W 1918 wrócił do kraju, w 1919 jeździł dwukrotnie do Włoch po Polaków, którzy jako żołnierze austriaccy dostali się do niewoli włoskiej. W latach 1919–1921 pełnił w stopniu majora obowiązki kapelana Korpusu Kadetów w Krakowie, po czym przeszedł do rezerwy. W 1919 rozpoczął na Wydziale Teologicznym UJ wykłady z historii sztuki, które do 1930 prowadził jako zastępca profesora na nieobsadzonej katedrze historii sztuki kościelnej i liturgiki a następnie gdy w 1931 Ministerstwo Wyznań Religijnych i Oświecenia Publicznego odmówiło zatwierdzenia go nadal na tym stanowisku, miał do 1939 wykłady zlecone. Uniwersytet Warszawski  powierzył mu od 1920 zastępczo prowadzenie wykładów z archeologii i sztuki kościelnej z obowiązkiem habilitowania się w ciągu roku. W 1925 odbyła się habilitacja Kruszyńskiego na Wydziale Architektury Akademii Sztuk Pięknych w Krakowie (zatwierdzona 19 lutego 1926). Powtórnie habilitował się w 1929 na Wydziale Teologicznym Uniwersytetu Lwowskiego jako docent historii sztuki kościelnej i liturgiki zabytkowej. W 1930 Rada Wydziału Teologicznego UJ przedstawiła go do nominacji na profesora nadzwyczajnego. W roku szkolnym 1931/1932 pełnił obowiązki kapelana Batalionu Podchorążych Rezerwy Piechoty Nr 5 w Krakowie.
Z początkiem września 1939 jako kapelan rezerwy WP opuścił Kraków i towarzyszył jednostkom wojskowym aż do ich rozwiązania w Jezupolu. Powróciwszy do Krakowa, został wraz z profesorami wyższych szkół krakowskich 6 listopada 1939 w ramach Sonderaktion Krakau uwięziony przez Niemców i wywieziony do Sachsenhausen. Zwolniony 8 lutego 1940 powrócił do Krakowa i uczestniczył w tajnym nauczaniu w zakresie szkoły średniej, w 1941–1942 wykładał historię sztuki dla kleryków franciszkańskich, spisywał wywożone z Polski dzieła sztuki. Po wojnie wrócił do pracy na Wydziale Teologicznym UJ, 1 października 1952 został mianowany dziekanem Wydziału ostatnim przed zamknięciem w 1954. 30 czerwca 1954 otrzymał Kruszyński tytuł profesora nadzwyczajnego. Z nim przeszedł do Akademii Teologicznej w Warszawie już jako kierownik Katedry Historii Sztuki Kościelnej. 21 września 1956  został profesorem zwyczajnym,  a w latach 1954–1957 pełnił obowiązki prorektora. 1 lutego 1959 definitywnie zwolniony z obowiązków dydaktycznych. Był zamiłowanym taternikiem. Zginął w Zakopanem najechany przez motocykl na drodze do Kuźnic, został pochowany na tamtejszym starym cmentarzu (sektor L-I-30).

## Ordery i odznaczenia
- Krzyż Kawalerski Orderu Odrodzenia Polski (1948)
- Złoty Krzyż Zasługi (dwukrotnie: 9 listopada 1932[3], 1953)
- Złoty Wawrzyn Akademicki (5 listopada 1938)[4]
- Krzyż „Pro Ecclesia et Pontifice” (Stolica Apostolska)
- Krzyż Oficerski Orderu Korony Włoskiej (Włochy, 1926)
- Krzyż Oficerski Orderu Trzech Gwiazd (Łotwa, 1936)

## Publikacje
- Stary Gdańsk i historia jego sztuki (1912)
- Przewodnik po Gdańsku i okolicy (1914)
- Dzieje sztuki starochrześcijańskiej (1914)
- Przewodnik po katedrze wawelskiej, skarbcu i grobach królewskich (1924)
- Jerzy Pencz z Norymbergi jako twórca malowideł tryptyku w kaplicy Zygmuntowskiej (1934)
- Święta Jadwiga śląska i jej sanktuarium w Trzebnicy (1957)